# Jean Gilbert
Jean Gilbert, pseudonimo di Max Winterfeld (Amburgo, 11 febbraio 1879 – Buenos Aires, 20 dicembre 1942), è stato un compositore tedesco.

## Biografia
Compositore di operette e direttore d'orchestra, il suo vero nome era Max Winterfeld. Adottò quello di Jean Gilbert in occasione del suo primo lavoro nel 1901.
Compose più di cinquanta operette prima e dopo la Prima Guerra Mondiale, lavorando principalmente a Berlino. 
Il suo lavoro di maggior successo è stato Die keusche Susanne (La casta Susanna) del 1910.
Emigrò in Argentina nel 1933. Suo figlio Robert Gilbert (1899-1978) è stato anche lui un compositore.

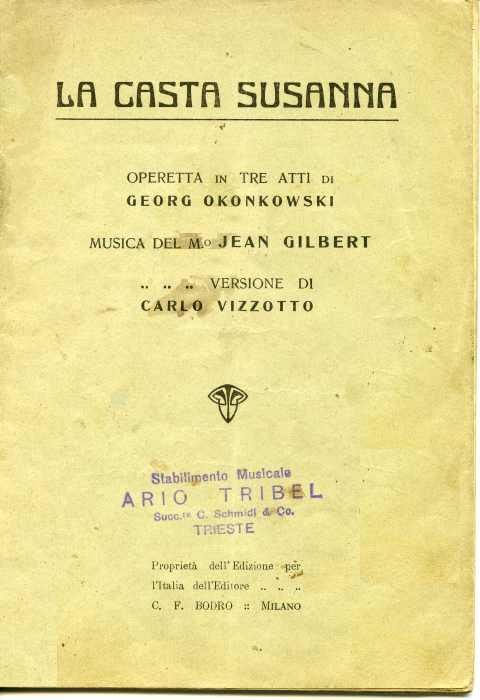
Libretto di data sconosciuta dell'opera
"La casta Susanna".

## Lavori (parziale)

### Operette (parziale)
- Jou-Jou (1903, Amburgo)
- Onkel Casimir (1908, Düsseldorf)
- Polnische Wirtschaft (1909, Cottbus)
- Die keusche Susanne (1910, Magdeburgo) [La casta Susanna] 3 atti, libretto di Georg Okonkowski
- Die moderne Eva (1911, Berlino)
- Das Autoliebchen (1912, Berlino)
- Die elfte Muse (1912, Amburgo)
- Die Kinokönigin (Cinema-Star) (1913, Berlino) (rev. Die elfte Muse) 3 atti, libretto di Jiulius Freund
- Die Tangoprinzessin (1913)
- Die Frau im Hermelin (1919)
- Katja die Tänzerin (Katya la ballerina) (1922, Vienna)
- Die Dame mit dem Regenbogen (1933, Theater an der Wien) diretta da Anton Paulik

## Die Frau im Hermelin
L'operetta, che fu un grande successo a Broadway con il titolo The Lady in Ermine, venne adattata per lo schermo nelle seguenti versioni:
- The Lady in Ermine di James Flood (1927)
- Le rose della castellana (Bride of the Regiment) di John Francis Dillon (1930)
- La signora in ermellino (That Lady in Ermine) di Ernst Lubitsch, Otto Preminger (1934)

## Filmografia
- Principessa Olalà (Prinzessin Olala), regia di Robert Land (1928)
- Zwei Herzen und ein Schlag, regia di Wilhelm Thiele (1932)